# Clara Ewald
Clara Ewald (* 22. Oktober 1859 in Düsseldorf, Rheinprovinz; † 15. Januar 1948 in Belfast, Nordirland) war eine deutsche Porträt- und Genremalerin.

## Leben

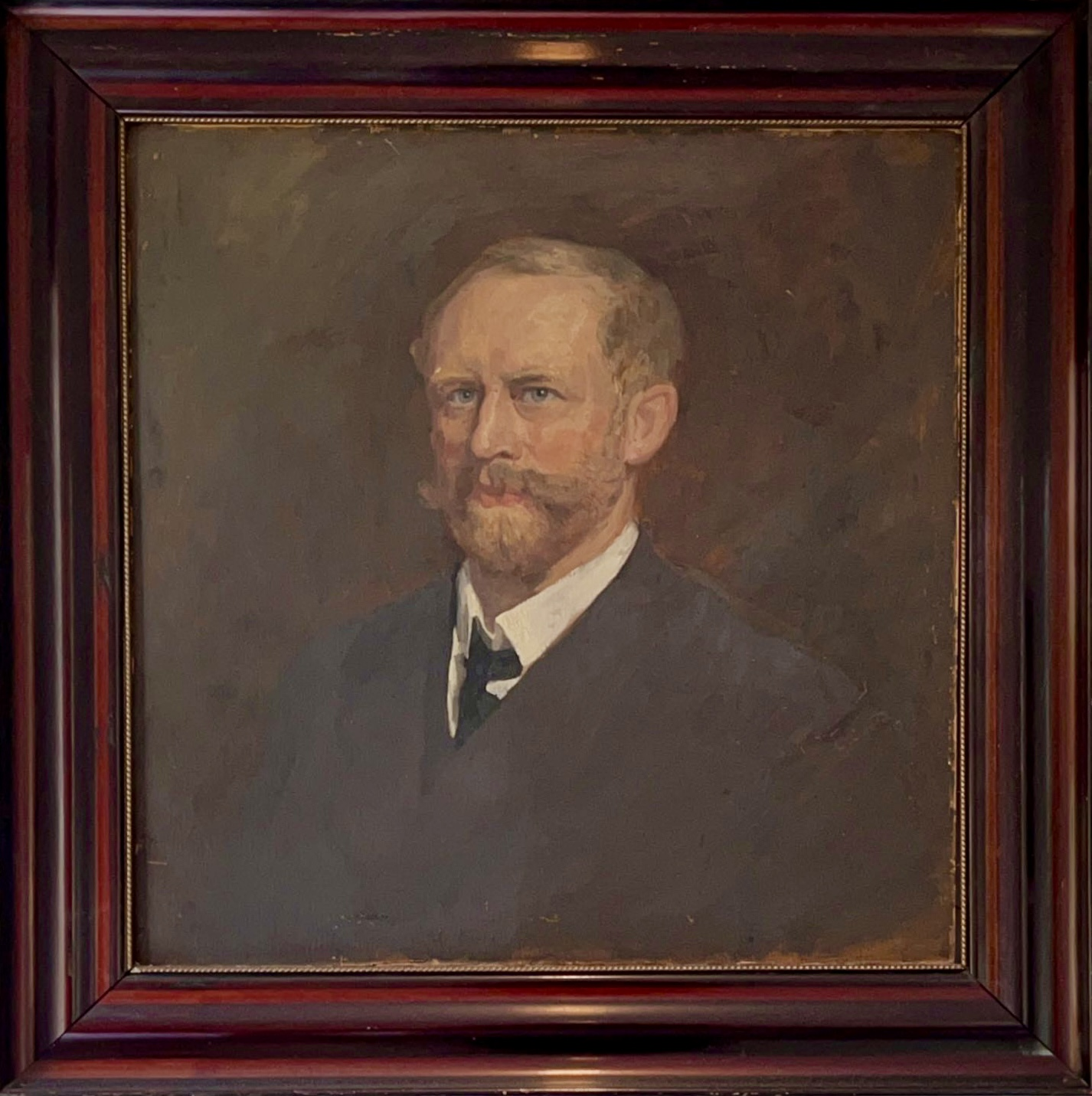
Porträt von Emil Strub, 1913

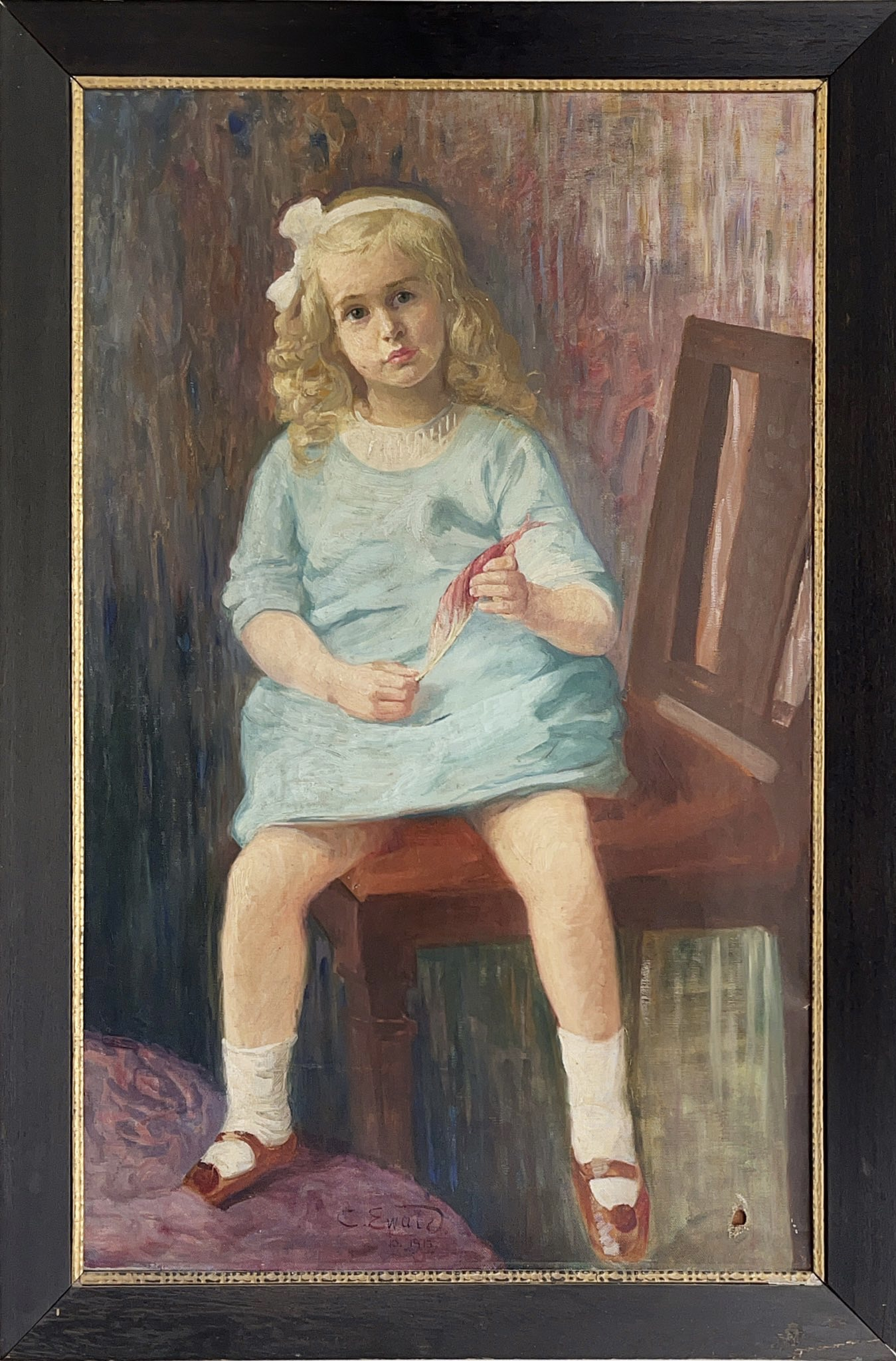
Porträt von Stephanie Strub, 1913

Ewald wuchs als Clara Philippson auf, die ersten acht Jahre in Düsseldorf und Bonn, dann in Zürich und Berlin. Väterlicherseits stammte sie aus einer deutsch-jüdischen Familie, die bekannte Rabbis, Lehrer, Journalisten, Bankiers und Wissenschaftler aufzuweisen hatte, etwa die Rabbiner Ludwig Philippson und Gustav Philippson und den Mediziner Phöbus Moses Philippson. Ihr Vater Ferdinand Carl Philippson (1824–1905), der mit dem Berliner Unternehmer Louis Schwartzkopff kooperierte, als Kaufmann die Bessemer Steel Works in Deutschland und Frankreich vertrat und sich als Autor bzw. Übersetzer patentrechtlicher, liberaler, wirtschaftsgeografischer und dem Kolonialismus kritisch gegenüberstehender Schriften profilierte, war Urenkel des Oberrabbiners Jakob Jehoschua Falk, Enkel des Talmudlehrers Reb Phoebus (Philipp) Moses Arnswald (gest. 1794) und Neffe des Schriftstellers Moses Philippson. Er hatte die sich zum evangelisch-lutherischen Glauben bekennende Marie Kapp (1836–1905) geheiratet, die Tochter von Alexander Kapp (1800–1869), eines Oberlehrers am Archigymnasium Soest, und dessen Ehefrau Ottilie geb. von Rappard (1803–1857). Deren Bruder und somit Claras Onkel mütterlicherseits war der Jurist, Politiker und Hotelbesitzer Conrad von Rappard, der Vater der Malerin Clara von Rappard. Der Bruder ihres Großvaters Alexander Kapp war der Hegelianer Ernst Kapp, einer der Begründer der Technikphilosophie.
Clara Philippson wurde in der Glaubensrichtung ihrer Mutter erzogen. Sie besuchte zunächst Schulen in Bonn, später für fünf Jahre eine Schule in Zürich, wohin die Eltern 1867 gezogen waren. Dort erwarb sie Fremdsprachenkenntnisse in Englisch, Französisch und Italienisch. Eigentlich wollte sie Medizin studieren und Ärztin werden, doch die Konventionen ihres gesellschaftlichen Milieus ließen dies seinerzeit nicht zu. Nachdem sich ihre Eltern ab 1878 dauerhaft in Berlin niedergelassen hatten, begann sie Malerei zu studieren. Dort wurde sie Privatschülerin von Otto Brausewetter. Wie ihre Cousine Clara von Rappard besuchte sie auch die Damenklasse von Karl Gussow. Später, um 1891, studierte sie außerdem bei William Adolphe Bouguereau in Paris.
1885 machte sie sich in Berlin als Porträt- und Genremalerin selbständig und bezog ein eigenes Apartment, worin sie ein professionelles Atelier einrichtete. Im gleichen Haus lebte damals ihr künftiger Ehemann, der Historiker, Philologe und Privatdozent Paul Ewald, ein Sohn des Historien- und Genremalers Arnold Ferdinand Ewald und ein Cousin des Historienmalers und Kunstlehrers Ernst Ewald. Paul Ewald machte ihr den Hof und heiratete sie 1886. Die Hochzeitsreise des Paars führte im gleichen Jahr nach Rom, wo Clara Ewald die Vatikanischen Museen besichtigte, während ihr Mann in der Vatikanischen Apostolischen Bibliothek Handschriften kollationierte. Am 14. Oktober 1887, drei Monate vor der Geburt des Sohns Paul Peter Ewald, starb ihr Gatte nach kurzer Krankheit. Während sie – mit Unterstützung ihrer Familie – ihren Sohn aufzog, betätigte sie sich weiterhin als Malerin und beschickte Ausstellungen der Berliner Akademie.
Als ihr Sohn in Berlin und Potsdam seine Schulausbildung absolviert hatte und nach Stationen an der University of Cambridge (1905/1906) und an der Georg-August-Universität Göttingen (1906/1907) seine Karriere als Physiker durch ein Studium an der Ludwig-Maximilians-Universität München (1907–1912) vorbereitete, zog Clara Ewald im Jahr 1909 in die Künstlerkolonie Holzhausen am Ammersee. Dort, nahe Utting am Ufer des Ammersees, hatten sich kurz nach der Jahrhundertwende das Künstlerehepaar Mathias und Anna Gasteiger sowie in deren Gefolge vor allem Künstler der Münchener Secession und der Vereinigung Die Scholle in einfachen Häusern niedergelassen. Clara Ewald bezog damals ein Haus an der Ammerseestraße, das noch heute existiert. 1911 entstand dort ihr wohl bedeutendstes Porträt, das Bildnis des befreundeten britischen Dichters Rupert Brooke, heute Teil der Sammlung der National Portrait Gallery (London), außerdem in den frühen 1930er Jahren das Porträt von Albert Schweitzer, heute ebenfalls in der National Portrait Gallery. Ewald besaß auch ein Apartment in München-Schwabing, in dem bildende Künstler und Schriftsteller verkehrten, etwa Karl Wolfskehl.

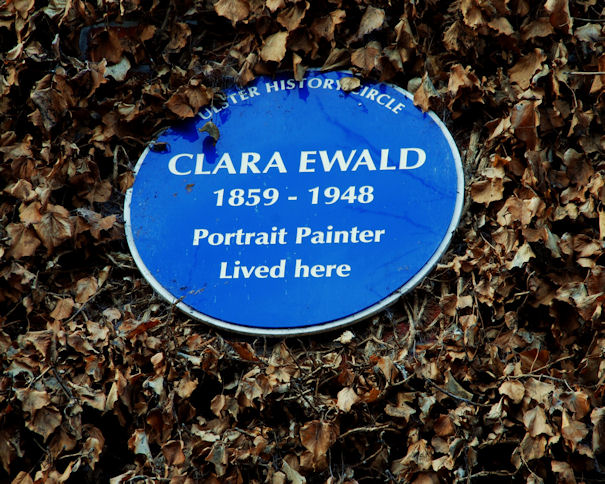
Gedenkplakette am letzten Wohnsitz Ewalds, 55 Rugby Road, Belfast

Als durch die Nürnberger Gesetze Menschen jüdischer Abstammung im nationalsozialistisch geführten Deutschen Reich zunehmenden Einschränkungen und Bedrohungen ausgesetzt waren, verließ Ewald, die nach diesen Gesetzen in die Kategorie „jüdischer Mischling“ fiel, am 30. Oktober 1938 ihr Haus am Ammersee, das später zu einem Kinderheim umfunktioniert wurde, und ging in die Emigration. Mit der Familie ihres Sohns, der 1933 sein Rektorat an der Technischen Hochschule Stuttgart niedergelegt hatte und seit 1937 als „Research fellow“ an der University of Cambridge arbeitete, wanderte sie nach Großbritannien aus. Von Cambridge aus, wo sie 1938 den Nobelpreisträger Paul Dirac porträtiert hatte, zog sie später ihrem Sohn nach Belfast nach. Dort starb sie im Alter von 88 Jahren.